# Semiotica del visibile
La semiotica dell'arte visiva è quella disciplina che si occupa di studiare le qualità significanti di un'opera artistica visiva.
La disciplina si sviluppa fondamentalmente grazie alle ricerche e alle riflessioni condotte dal semiotico Greimas, e in particolare attraverso un suo specifico saggio: "Semiotica plastica e semiotica figurativa".

L'attività di semiotico dell'arte visiva non va confusa con quella del critico d'arte: infatti mentre quest'ultimo si occupa di analizzare un quadro attraverso le qualità compositive (valutazione dell'immagine dipinta, del grado di realismo dell'immagine, della bellezza dell'opera), lo scopo del semiotico d'arte è quello di ricercare significati all'interno dell'opera, attraverso una precisa strategia di analisi.
Sebbene con semiotica visiva ci si possa riferire a qualunque forma di linguaggio visivo, comprese scultura, fotografia, e il regime di significazione dell'immagine cinematografica, il saggio di Greimas preso in esame è incentrato principalmente sui quadri e le rappresentazioni pittoriche, dando però avvio ad una corrente di pensiero che influenzerà anche buona parte delle ricerche inerenti alla semiotica del cinema e degli altri linguaggi visivi.

## Valutazione semiotica di un'opera d'arte
L'immagine artistica planare o tridimensionale va analizzata tenendo presente che esistono due tipi di linguaggio visivo:
- Linguaggio figurativo, quello che consente di riconoscere gli oggetti del mondo dipinti o riprodotti dall'artista-imitatore;
- Linguaggio plastico, quello che permette di ricavare dei significati nell'immagine al di là dell'imitazione della realtà che rappresenta.

Ne consegue dunque che l'analisi di un'opera visiva si scinde in due sotto-semiotiche.

### Analisi figurativa
Secondo Greimas, per analizzare un'opera artistica, occorre innanzitutto stabilire se essa è di tipo  figurativo o di tipo astratto, quindi se rappresenta icone relative al mondo naturale (esseri, fenomeni, oggetti) oppure non ha referenti figurativi.
Infatti, nel caso in cui l'oggetto visivo preso in esame abbia una qualche forma di figuratività, l'analisi va cominciata attraverso l'analisi delle figure. Le figure vengono definite da Greimas come formanti figurativi: ciascuna figura è un formante, ossia produttrice di significato. Esistono quadri che hanno figure più "realistiche" di altri quadri, e dunque hanno una più alta densità figurativa. Qualora la figurazione risultasse totalmente assente si avrà una densità figurativa nulla (astrattismo), mentre se tale figuratività è molto densa, cioè realistica, si avrà una rappresentazione iconica.

### Analisi plastica
In seguito all'analisi figurativa si può procedere all'analisi plastica. Essa consiste nell'individuazione di tre componenti fondamentali:
- l'organizzazione topologica, ovvero spaziale del quadro;
- l'organizzazione eidetica, ossia delle linee nel dipinto;
- l'organizzazione cromatica, cioè dei colori e dei chiaroscuri nell'opera pittorica.

Una volta individuate queste tre caratteristiche, bisogna ricavarne i formanti plastici: non tutti gli innumerevoli tratti grafici, tutte le zone colorate o tutte le linee sono necessariamente formanti plastici, perché lo sono soltanto se esprimono qualcosa, se evocano un significato all'interno della composizione pittorica.
Anche il linguaggio dell'immagine cinematografica o quello di una fotografia, o di una scultura presentano categorie plastiche, ma esse sono ovviamente diverse da quelle citate da Greimas, perché queste ultime riguardano essenzialmente la pittura.
Il testo visivo plastico deriverà dunque il suo significato dalla sintagmatica dei formanti plastici. Il formante plastico può rimandare ad un contenuto in due modi:
- attraverso una correlazione simbolica,[1] quando cioè si trova una convenzione che lega simbolicamente il formante ad una unità culturale: per esempio "oro" : /sacro/("oro" sta a /sacro/); quindi ad una unità del piano dell'espressione (il colore oro) corrisponde un'unità del piano del contenuto (chi veste di oro è un essere sacro, secondo un rapporto "uno a uno");
- attraverso una correlazione semi-simbolica,[1] che prevede un rapporto tra una categoria dell'espressione e una categoria del contenuto. Una categoria prevede sempre due termini in opposizione: per esempio alla categoria topologica alto/basso corrisponderà spazio del sacro/spazio del profano, ossia: alto: basso:: sacro: profano (alto sta a basso come sacro sta a profano);oppure: rosso: nero:: sinistra: destra(rosso sta a nero come sinistra sta a destra),e così via.

Il linguaggio plastico è monoplanare (come quello dei numeri, delle note musicali, del gioco degli scacchi, in cui l'espressione corrisponde indissolubilmente al contenuto), perché ad un colore corrisponderà sempre quel colore, ad una linea sempre quella linea, ecc. Tuttavia, la semiotica plastica è pur sempre interpretabile (solitamente sono interpretabili quelle semiotiche dette biplanari, in cui il significante viene utilizzato per richiamare un significato appartenente ad un altro tipo di oggetto, codice o linguaggio, come nel caso della lingua umana in cui mediante una parola scritta si richiama qualcosa d'altro: un oggetto reale, ipotetico o astratto), in quanto attraverso le correlazioni simboliche e semisimboliche è possibile ricavare dal piano plastico un "linguaggio altro", che si colloca direttamente sul piano dell'espressione.